# Лона Андре
Лона Андре (англ. Lona Andre, настоящее имя Лона Андерсон, англ. Launa Anderson; 2 марта 1915 — 18 сентября 1992) — американская актриса.

## Биография
Лауна Андерсон в 1932 году победила в рекламной кампании WAMPAS Baby Stars. После съёмок в фильме «Женщина-пантера» она подписывает контракт с Paramount Pictures. После окончания контракта Лона Андре стала вольной актрисой.
В 1930-х Андре появлялась в основном в фильмах категории B, и к концу десятилетия их насчитывалось уже пятьдесят. В 1934 году она появилась в картине «Школа для девочек», вместе с Тоби Винг, Луис Вильсон, Сидни Фокс и Дороти Ли.
В июне 1935 года Андре сбегает в Санта-Барбару, где тайно выходит замуж за актёра Эда Норриса. Однако, через четыре дня брак был аннулирован в Тихуане, Мексика. Впоследствии актриса была замужем за продавцом Джеймсом Боллингом, с которым развелась в 1947 году.
К концу 1940-х годов Андре всё реже стала появляться в кино, и последней её работой стал фильм «Два рыцаря из Бруклина».
Лона Андре умерла 18 сентября 1992 года, и была похоронена на кладбище Форест-Лаун в Глендейле, Калифорния.

## Избранная фильмография
| Год  |   | Русское название | Оригинальное название | Роль          |
| ---- | - | ---------------- | --------------------- | ------------- |
| 1934 | ф | Весёлая вдова    | The Merry Widow       | служанка Сони |